# Bodden Town (Islas Caimán)
Bodden Town es una localidad ubicada en las Islas Caimán. Según el censo de 2021, tiene una población de 14 845 habitantes.
Está situada en la isla de Gran Caimán. Constituye el primer asentamiento de las islas, y conserva 6 km de murallas y cañones de la época.
La ciudad fue sede del gobierno insular durante varios años. Durante el período 1798-1823 se construyeron los primeros caminos, fortificaciones y puertos.